# St. Georgen am Längsee
St. Georgen am Längsee (en slovène : Šentjurij ob Dolgem jezeru) est une commune autrichienne du district de St. Veit an der Glan, en Carinthie.

## Géographie
St. Georgen se situe dans le Nord du bassin de Klagenfurt, au Nord-Est de la ville de St. Veit an der Glan. Le territoire communal comprend le Längsee, un lac de baignade très populaire en été.
La commune compte trente-huit hameaux :
- Bernaich
- Dellach
- Drasendorf
- Fiming
- Garzern
- Goggerwenig
- Gösseling
- Hochosterwitz
- Kreutern
- Krottendorf
- Labon
- Launsdorf
- Maigern
- Mail-Süd
- Niederosterwitz
- Pirkfeld
- Podeblach
- Pölling
- Rain
- Reipersdorf
- Rottenstein
- St. Georgen am Längsee
- St. Martin
- St. Peter
- St. Sebastian
- Scheifling
- Siebenaich
- Stammerdorf
- Taggenbrunn
- Thalsdorf
- Töplach
- Tschirnig
- Unterbruckendorf
- Unterlatschach
- Weindorf
- Wiendorf
- Wolschart
- Zensberg

| Mölbling             | Kappel am Krappfeld    |           |
| Frauenstein          | St. Georgen am Längsee | Eberstein |
| St. Veit an der Glan | Magdalensberg          | Brückl    |

## Histoire

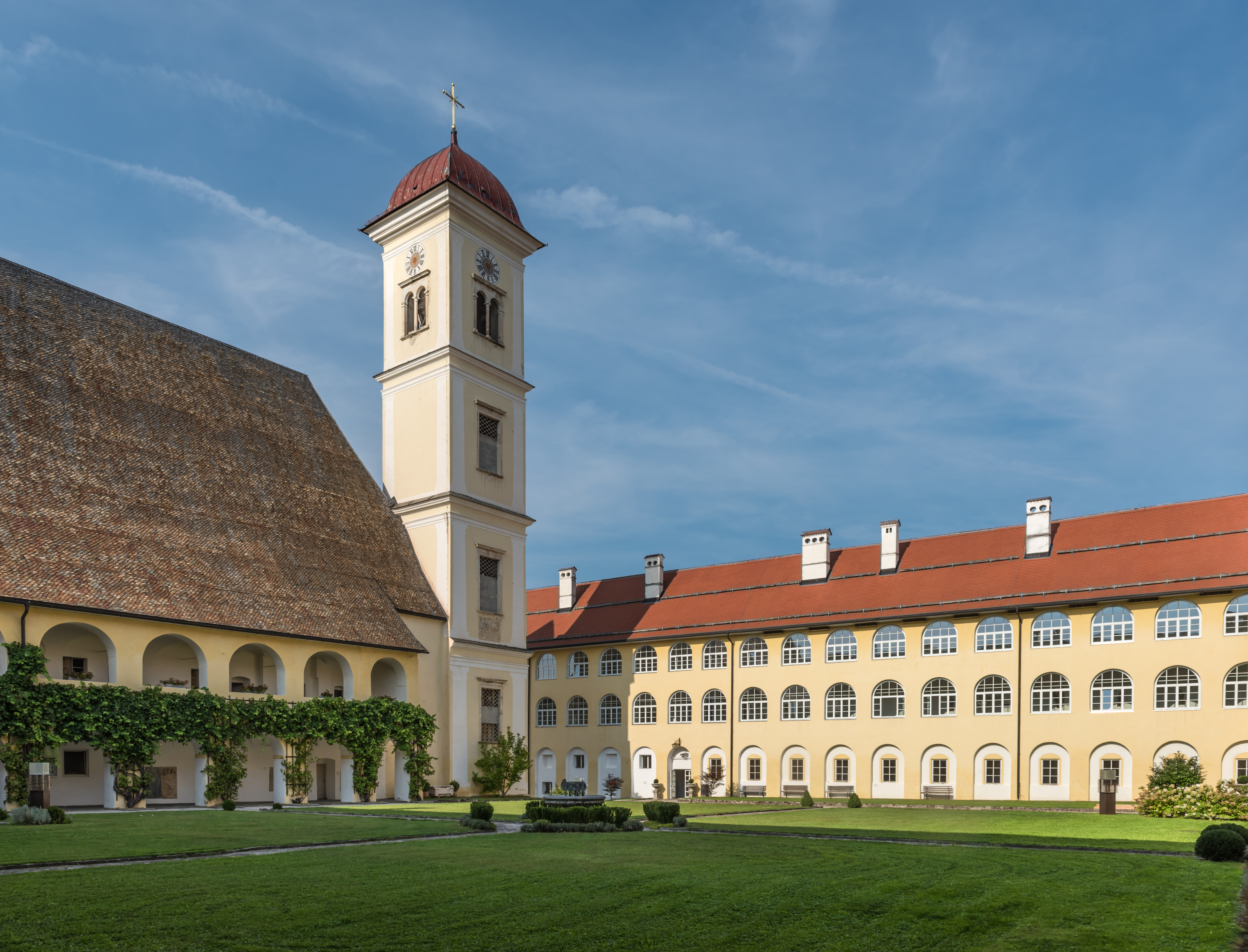
Paroisse et collégiale Saint Georges.

L'abbaye de St. Georgen, un ancien couvent des bénédictines, a été fondée vers 1005 par la comtesse Wichburg, une petite-fille du duc Eberhard de Bavière. En 1122, le monastère est placé sous l'autorité de l'archidiocèse de Salzbourg.
Au cours des réformes du joséphisme, en 1783, le couvent fut supprimé. En 1935, l'ensemble conventuel a été conquis par les missionnaires de Mariannhill ; depuis 1959, il appartient au diocèse de Gurk.

## Culture locale et patrimoine

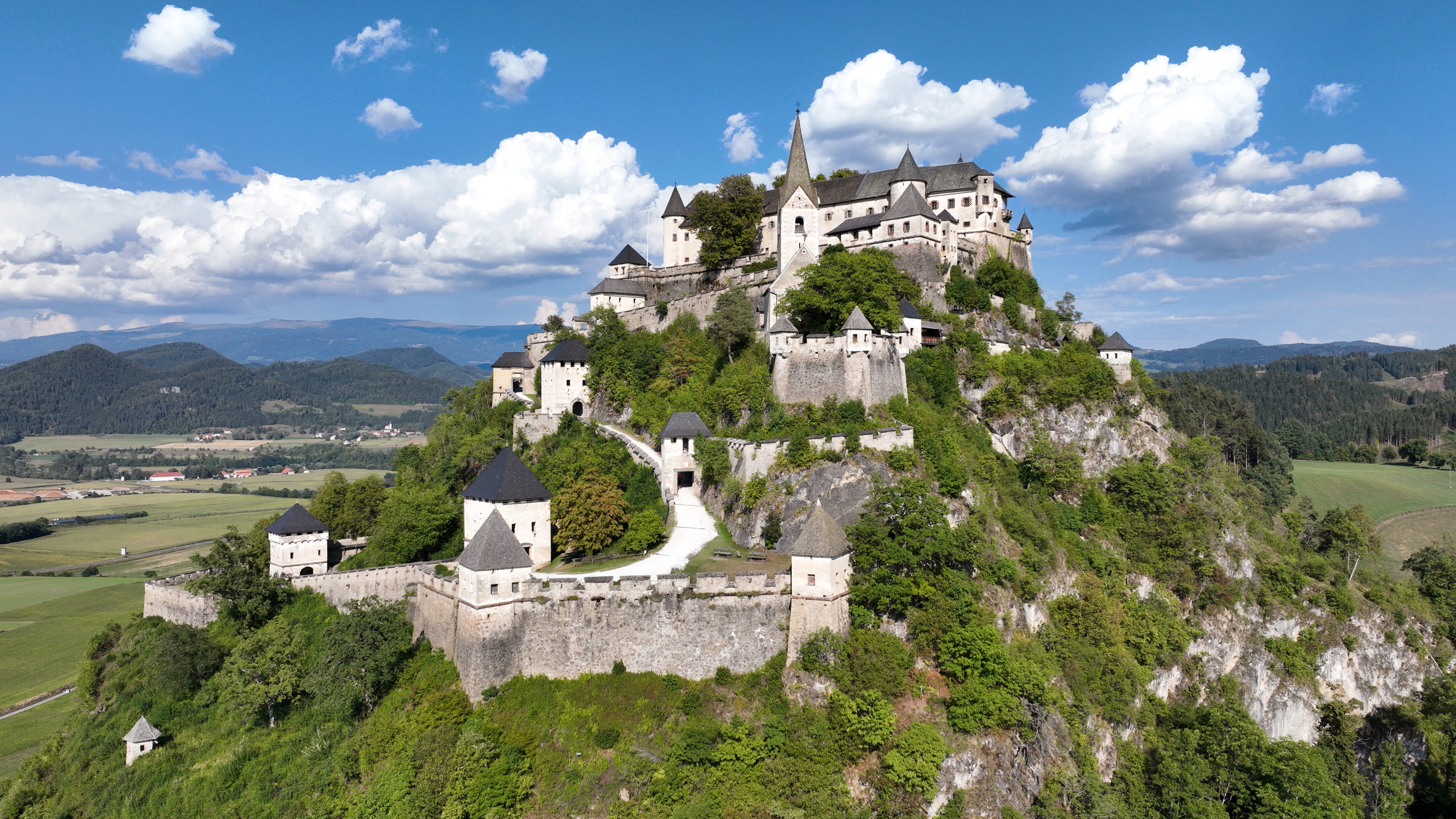
Château d'Hochosterwitz.

L’un des plus grands châteaux forts d’Autriche, le château d'Hochosterwitz, se trouve sur le territoire de la commune. Celle-ci compte également plusieurs autres châteaux : les châteaux forts de Taggenbrunn et Drasendorf, ainsi que les châteaux de Rottenstein et Niederosterwitz.
Il existe aussi plusieurs monuments religieux, dont le plus grand est l’ancienne abbaye St. Georgen. Outre l’église de pèlerinage Maria Wolschart située à St. Georgen am Längsee même, il existe plusieurs autres églises dans les différents hameaux, comme l’église paroissiale de Launsdorf, l’église paroissiale St. Peter de Taggenbrunn ou l’église filiale de Gösseling.

## Jumelages
La commune de St. Georgen am Längsee est jumelée avec :
- Zoppola (Italie) depuis 1996